# Ontherus brevicollis
Ontherus brevicollis är en skalbaggsart som beskrevs av Kirsch 1870. Ontherus brevicollis ingår i släktet Ontherus och familjen bladhorningar. Inga underarter finns listade i Catalogue of Life.